# 秋山龍
秋山 龍（あきやま とおる、1905年2月28日 - 2000年1月3日）は、日本の運輸官僚。海運総局長官・運輸事務次官を務めたのち、日本空港ビルデング初代社長や東京モノレール社長を歴任した。通産官僚の秋山收は子。

## 人物
岡山県岡山市出身。
1924年第六高等学校 (旧制)文科甲類卒業。1928年京都帝国大学法学部卒業。逓信省に入省（淀橋郵便局）。海運局次長、運輸省参事官、海運局長などを経て、1948年海運総局長官。1949年6月運輸事務次官。1952年1月退官。日本空港ビルデングの設立に参加、民間資本を集めて1953年に初代社長に就任した。のち相談役。このほか、東京モノレール社長（1965年）、東京シティ・エアターミナル会長、ロイヤルパークホテル社長、国際港湾協会初代事務総長、日本航空協会会長（1991年）も務めた。
2000年1月3日 死去。享年94。

## 栄典
- 1975年（昭和50年）11月3日 -  勲一等瑞宝章[10]
- 2000年（平成12年）1月3日 -  従三位に叙され銀杯一組（第四号）を賜る[11]